# Kostel svatého Františka z Assisi (Studánka)
Kostel svatého Františka z Assisi (ve starší literatuře uváděn zpravidla jako kostel svatého Františka Serafinského) je výraznou dominantou Studánky (místní část města Varnsdorf). Postaven byl v letech 1869–1872 v novorománském slohu. Je farním kostelem Římskokatolické farnosti Studánka. Roku 2015 byl prohlášen nemovitou kulturní památkou České republiky.

## Historie

### Kronika kostela

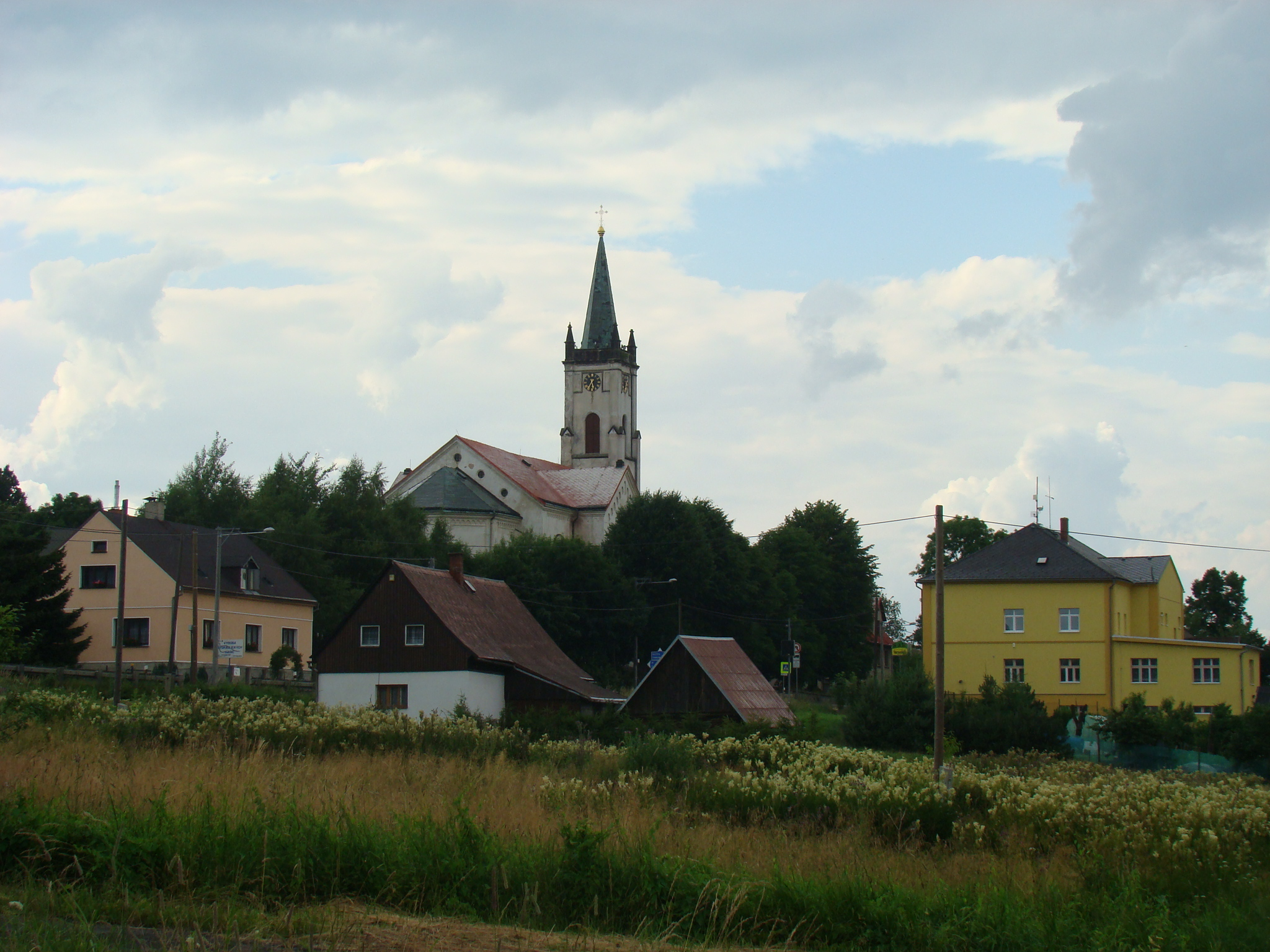
Celkový pohled na kostel v obci

Obec Studánka (původní německý název obce Schönborn) zažila v průběhu 19. století velký rozkvět, proto zatoužili místní po vlastním chrámu. Jednalo se však náročnou záležitost, která je zaznamenána v pamětním spisu psaným kurentem v němčině s názvem Kirchen Chronik (Kronika kostela), který byl zazděn v podstavci hlavního oltáře kostela. Kronika kostela uvádí, že obec Studánka se původně sestávala z panského poplužního dvora a 13 usedlostí zahradníků (něm. Gartennahrungen). Již při prodeji parcel tohoto dvora v roce 1782 tehdejší rumburská vrchnost počítala s tím, že jednu z parcel tohoto dvora bezplatně přenechá nově vznikající obci pro stavbu kostela. V roce 1801 za rychtáře Franze Mahnela se obyvatelé obrátili na Krajský úřad v Litoměřicích s žádostí, aby v obci byl postaven kostel a k němu přidělen vlastní duchovní. 7. března 1802 pak obec vyjádřila ochotu podílet se na stavbě kostela vykonáním manuálních prací, protože finanční prostředky neměla. V té době žilo v obci 1100 osob a obec měla 120 popisných čísel. Žádost v té době nebyla přijala a tak se obec znovu ozvala v roce 1819 s novou žádostí přímo na císaře. V té době již obec disponovala částkou 4000 zlatých vídeňské měny. 4. května 1822 císařská kancelář vydala rozhodnutí zřídit v místě kurácii pod podmínkou, že obec najde zákonem povolené prostředky, které by pokryly náklady bez součinnosti s náboženským fondem. V roce 1832 byl varnsdorfským farářem Joachimem Liebischem (* 10. 10. 1780 Varnsdorf, vysvěcen 28. 3. 1804) podán podnět ke zřízení vlastního kostela. V roce 1836 se pak obec s touto žádostí znovu obrátila na biskupskou konzistoř v Litoměřicích. V žádosti je uvedeno, že obec již vybrala částku 2100 zlatých a částka dalších 700 zlatých je subskribována.

### Přípravná jednání

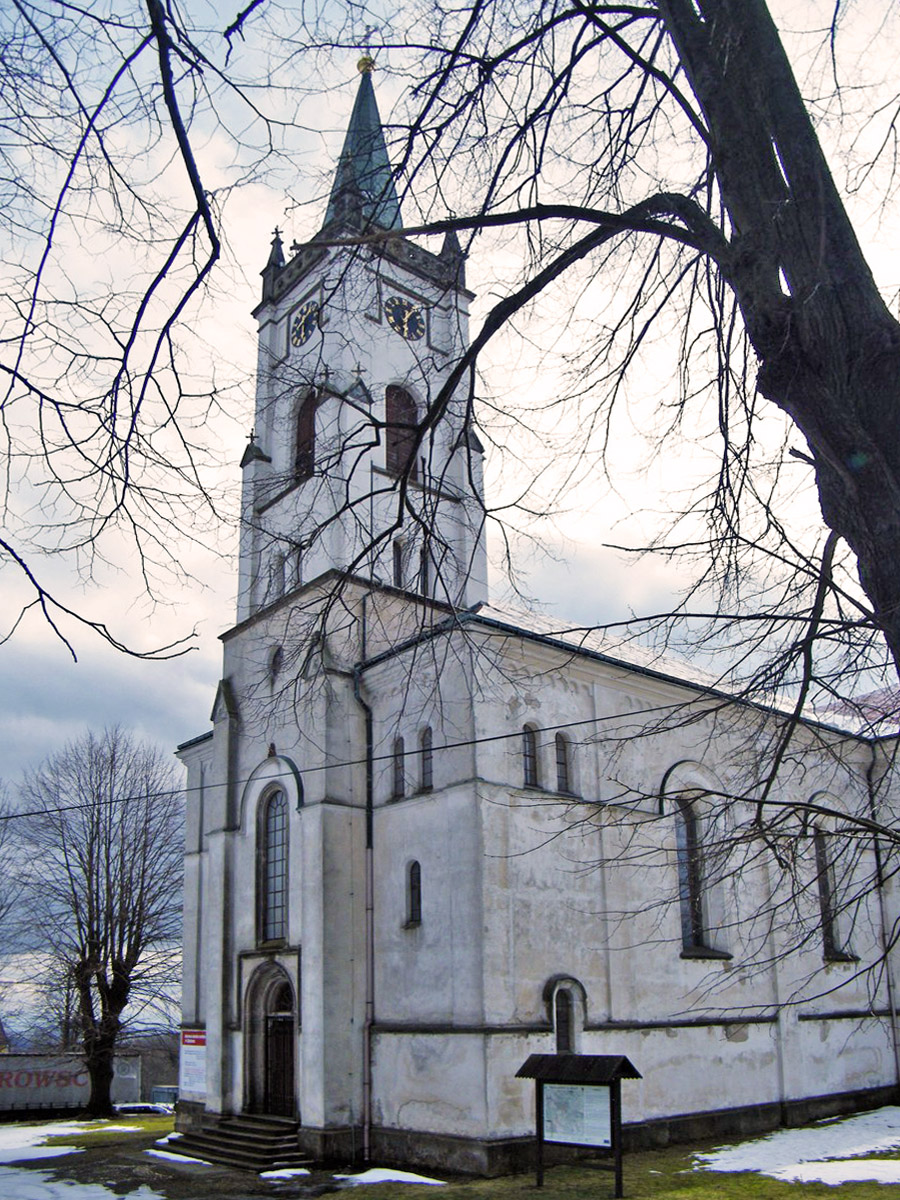
Průčelí kostela s věží (7. března 2016)

Jednání o výstavbě trvalo až do roku 1851, kdy se litoměřická konzistoř – na naléhavou žádost jiříkovského okrskového vikáře Franze Schuberta (* 19. 4. 1807 Želízy, vysvěcen 5. 8. 1831, † 25. 12. 1882), podanou na Okresním hejtmanství v Rumburku – důrazně vyslovila pro výstavbu kostela a pro vlastního duchovního. Nová místní sbírka na kostel byla ve Studánce zahájena 15. prosince 1851 a obyvatelé se zavázali, že finanční příspěvek ve výši 8 tisíc zlatých, potřebný pro zaměstnání příštího duchovního, zaplatí ze svého, a že provedou veškeré stavební práce. Z vyššího nařízení byl v roce 1860 u Krajského úřadu v Litoměřicích na základě plánu a nákresu, zhotovenému podle počtu obyvatel cestmistrem Josefem Pergeltem, proveden první propočet nákladů. Ty se vyšplhaly, včetně vnitřního vybavení a liturgických předmětů, až na 62 575 zlatých a u stavby fary obehnané zdí na 13 385 zlatých. I když z vikariátu v Lipové (něm. Hainspach) v roce 1862 vyšel návrh na zmenšení rozměrů kostela s cílem snížit stavební náklady, jednání nebyla úspěšná. Výnosem státního ministerstva z 9. května 1863 čj. 11066 byla stavba kostela kvůli údajnému propojení s náboženským fondem prozatím odložena. Následně se obec ještě v témže roce obrátila na císaře s žádostí, po které z nejvyššího nařízení na základě vysokého výnosu státního ministerstva z 10. června 1863 čj. 5014 následoval opětný propočet stavby budov a nákladů. Díky nasazení obecních radních zvolených v roce 1864 – starosta Franz Ludwig (čp. 279), členové rady: Anton Blümel (čp. 211), Anton Mahnel (čp. 1) a Alois Worm (čp. 222) – byla stavba kostela a fary ve Studánce nejvyšším rozhodnutím 2. dubna 1866 povolena. Náklady na stavbu kostela byly vypočítány na 39 798,50 zlatých a stavba fary na 13 869,81 zlatých. Dohromady 53 668,31 zlatých – na náklady náboženského fondu. V té době žilo v obci 2600 osob a obec měla 300 čísel popisných.

### Zahájení stavby
20. března 1869 byla na rumburském c.k. Okresním hejtmanství propachtována stavba kostela i fary, kterou v případě kostela získal tesařský mistr Josef Gube ze Šluknova s nejnižší nabídkou 39 275 zlatých a v případě fary zednický mistr Johann Wauer z Varnsdorfu s nejnižší nabídkou 13 300 zlatých. Podle podmínek licitace měla být stavba zahájena ihned a dokončena koncem srpna 1871. Základní kámen novorománského kostela, zasvěceného svatému Františkovi z Assisi, byl položen 19. června 1869 v 9 hodin dopoledne. Bezprostředně bylo započato s kolíkováním staveb kostela i fary. Kolíkování se ujal stavební adjunkt Okresního stavebního úřadu v Děčíně, pan Rosický, kterého vysoké místodržitelství pověřilo hlavním dozorem a inspekcí stavby. Ten však vytyčil jen osu kostela a v dalším kolíkování pro vykopání základů pokračoval cestmistr pan Pergelt, kterého c.k. místodržitelství pověřilo vedením těchto staveb a vedením stavebního deníku. Při zahájení stavby byli přítomni: c.k. okresní komisař Heinrich Schebanek z Rumburku, děkan v Rumburku Anton Möller, starosta obce Franz Ludwig a obecní radní: Anton Blümel, Anton Mahnel a Alois Worm. Kromě nich zde byli také pachtýř stavby kostela Josef Gube a pachtýř stavby fary Johann Wauer. První výkop pro vyrovnání staveniště byl proveden 22. června 1869, přičemž byl týž den stavebním adjunktem, okresním inženýrem Rosickým, v kanceláři obecního úřadu vyhotoven protokol o vykolíkování. Práce na vyrovnání terénu a hloubení základů pokračovaly do 22. června do poloviny července 1869. Hloubka základů u presbytáře na straně u hlavní silnice (zvané Kommerzialstraße) činila 2¼ sáhu bez skalnatého podloží, jinak bylo všude skalnaté podloží nanejvýš do hloubky jednoho sáhu. Pod věží byla jednolitá skála.

### Stavební práce

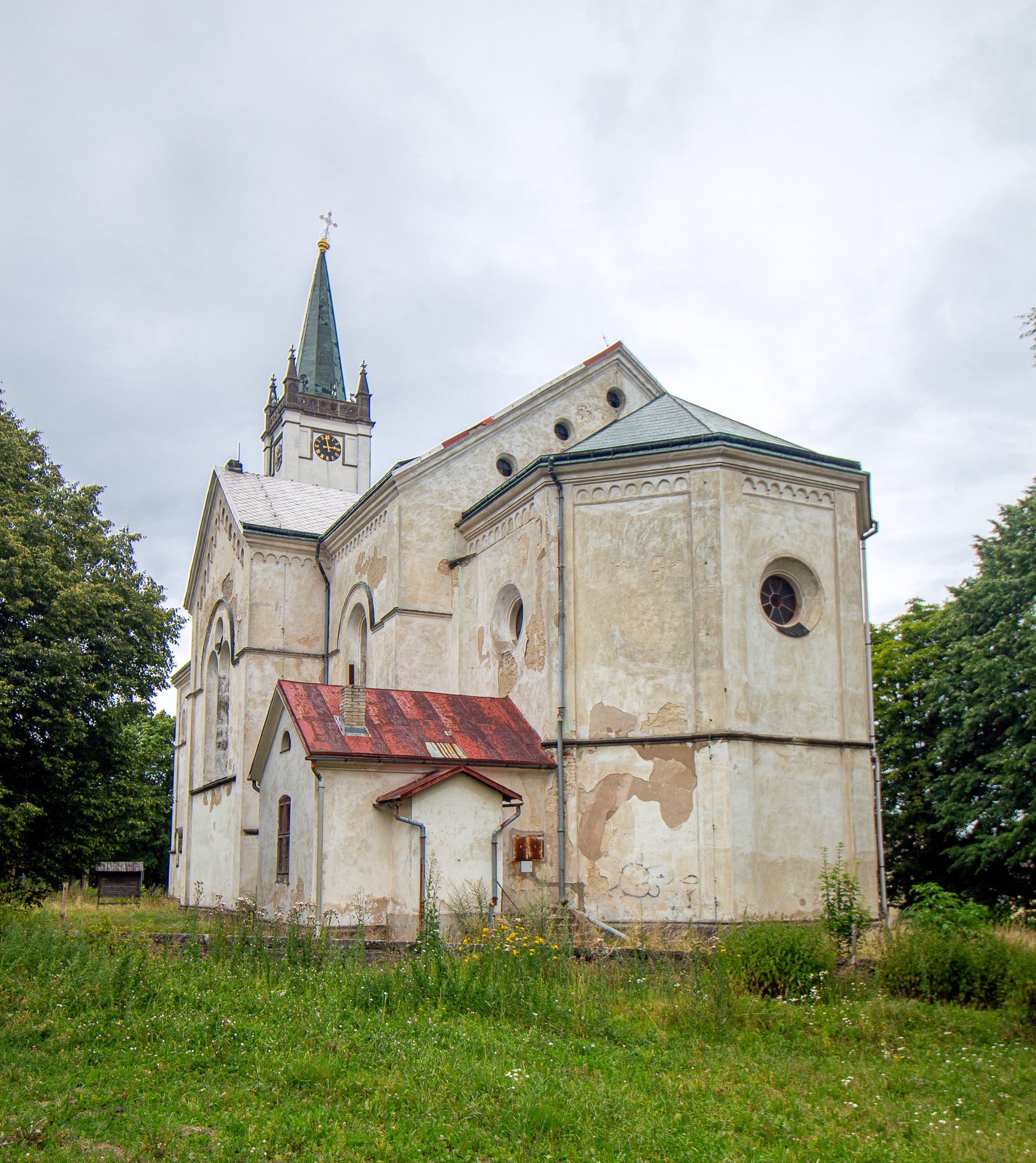
Závěr kostela s presbytářem

Základní kámen pro stavbu kostela byl položen 28. července 1869. Obřad svěcení základního kamene vykonal okrskový vikář Franz Schubert, děkan z Jiříkova. Obvyklé trojí poklepání kladívkem provedl okresní hejtman z Rumburku baron Wražda, svobodný pán z Kunwaldu. Provedení stavby kostela, pokud jde o zednické práce, převedl pachtýř stavby Gube na stavitele Fleischera z Rumburku, který skutečné provedení a vedení stavby přenechal staviteli Heinrichu Müllerovi z Umpferstedtu u Výmaru v Sasku. Když stavba kostela dospěla na podzim roku 1869 do výše oken byla pozastavena. V roce 1870 stavba pokračovala. Byl postaven krov, stavba byla zastřešena a věž vystavěna až do výše hřebene střechy. V roce 1871 byl kostel zaklenut, věž dostavěna a vnitřní i vnější zdi byly omítnuty. 8. září 1871 byla slavnostně za účasti velkého zástupu lidí na špičce věže umístěna makovice s křížem. Během tří let stavby došlo pouze k jediné nehodě. Pod zedníkem Josefem Bundesmannem z Kunratic u Cvikova 10. září 1870, když chtěl sejmout lešenářské svorky z trámoví kostela mezi vazníky věže, se prolomilo prkno a spadl z výšky 8 sáhů na podlahu kostela, přičemž si zlomil stehenní kost pravé nohy. Byl převezen do nemocnice Císaře Františka Josefa ve Varnsdorfu, kde se léčil a poté pokračoval dále na stavbě až do jejího dokončení.
V roce 1871 byly zednické práce opět pozastaveny, avšak na jaře 1872 stavba pokračovala postavením zdi kolem farského dvora, úpravou vnitřních prostor fary tak, aby byla zcela obyvatelná, zarovnáním plochy kolem kostela a jejím obehnáním zdí. Kostel byl zevnitř i zvenčí vybílen a jako zcela dokončený připraven k předání náboženskému fondu, resp. místodržitelství. Tyto práce byly dokončeny do konce června 1872. A teprve v roce 1872 bylo započato také se stavbou hřbitovní zdi. Veškeré náklady na její stavbu teď musela uhradit obec.
Slavnostní vysvěcení nového kostela proběhlo 13. října 1872. Před vchodem do kostela se nachází mozaika s letopočtem 1872. Spolu s kostelem byla postavena i budova školy a fary (zbořená po druhé světové válce). Než se Studánečtí složili na vlastní kostel, byla ves dle farní příslušnosti rozdělená mezi Varnsdorf, Dolní Podluží a Rumburk. V roce 1874 byla zřízena samostatná farnost, do které náleží pouze Studánka.

### Situace pro II. světové válce

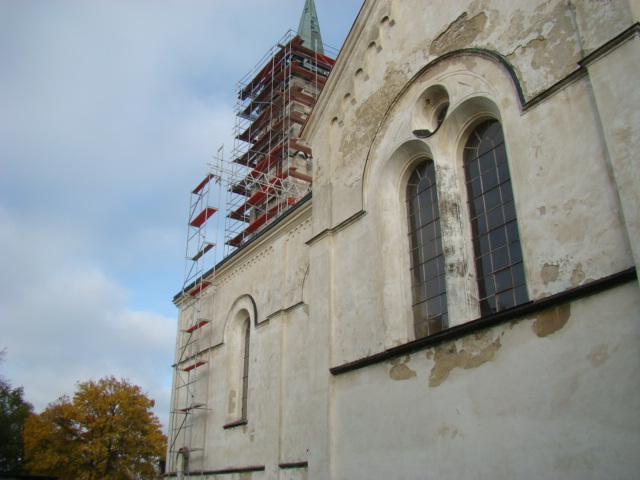
Oprava kostela (28. října 2011)

Po skončení druhé světové války a odsunu původních obyvatel obce ztrácel kostel postupně na významu. Ubývalo věřících, stavba postupně chátrala a vyžadovala větší opravy. Na počátku 90. let 20. století prošla rekonstrukcí fasáda. Dalších nutných oprav se chrám dočkal v letech 2011–2012. Jedním z hlavních iniciátorů akce byl kanovník Heinrich Hille. Práce byly financovány především z příspěvku Česko-německého fondu budoucnosti a Sudetoněmecké nadace (částka 80 000 €) a Sdružením na opravu kostela na Studánce, které pro tuto příležitost uspořádalo v dubnu 2012 benefiční koncert. Slavnost u příležitosti dokončení první etapy rekonstrukčních prací proběhla 21. července 2012. Pro další etapu chybí financování.
Kostel je ve vlastnictví Římskokatolické farnosti Studánka. Pravidelné bohoslužby se v něm nekonají, využíván je pouze příležitostně. Občasné bohoslužby a kulturní akce zde v letech 2012–2019 pořádal Mons. Winfried Pilz.
Duchovní správci kostela jsou uvedeni na stránce: Římskokatolická farnost Studánka.

## Popis

### Exteriér
Na poměry vsi majestnátně působící kostel je jednolodní, postavený na půdorysu kříže. Z průčelí vybíhá vysoká věž, presbytář je pětiboký a navazuje na něj sakristie. Okna chrámu jsou obdélná s půlkruhovým závěrem, presbytář je prolomen okny kruhovými. Fasádu s bílým nátěrem člení římsy a obloučkové vlysy. Renovovaná hranolová věž se ke špici zužuje. Údajně je v ní osazen zvon z fukovského kostela svatého Václava, který byl roku 1960 zbořen. Západně od kostela stála nevelká budova fary.

### Interiér

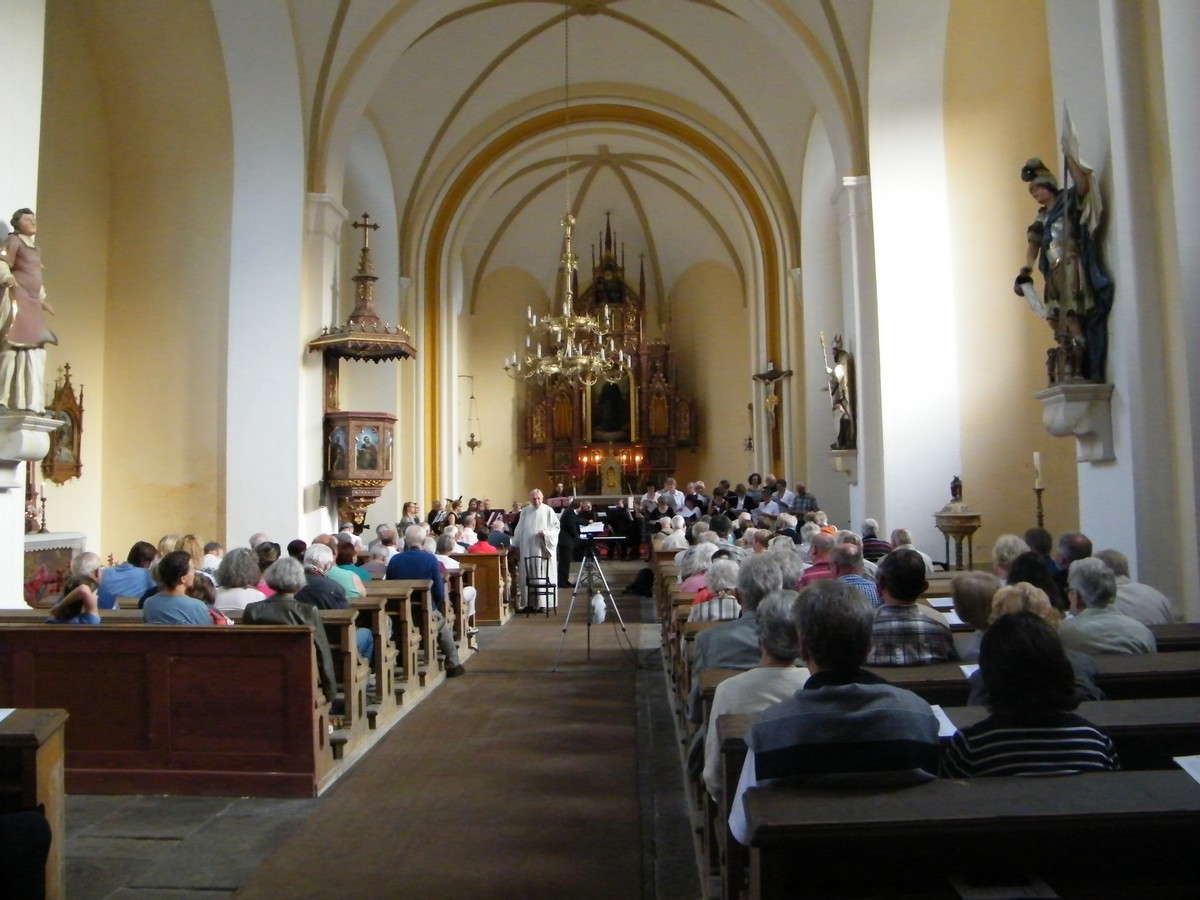
Mons. Winfried Pilz v kostele svatého Františka z Asissi ve Studánce během koncertu 26. srpna 2017

Pilastry v interiéru kostela nesou sochy světců, na zdi mezi nimi jsou jednotlivá zastavení křížové cesty. V hlavní lodi je umístěna křížová klenba, ramena příčné lodi jsou sklenuta valenou klenbou. Vnitřní novogotické zařízení bylo pořízeno po výstavbě chrámu. Zahrnovalo: hlavní oltář ve výši výrobních nákladů 1500 zlatých, dva boční oltáře v celkové ceně 800 zlatých. Truhlářské a sochařské práce byly řádny zadány sochaři. Oltářní obrazy jsou dílem akademického malíře Bernharda. Dvě zpovědnice byly pořízeny v celkové ceně 300 zlatých. Kazatelna s výjevy ze života sv. Františka, která je bohatě vyřezávaná, stála přibližně 600 zlatých a křtitelnice asi 100 zlatých. Varhany s 9 rejstříky přišly na 1200 zlatých. 64 kostelních lavic bylo po 16,50 zlatých, celkem tedy v ceně 1056 zlatých. Nejvýraznějším prvkem interiéru je hlavní oltář s obrazem patrona kostela sv. Františka Serafinského. Náklady na jeho zhotovení byly přibližně 500 zlatých. V příčné lodi jsou umístěny boční oltáře. Oba obrazy na bočních oltáří představující sv. Josefa a Pannu Marii Pomocnici stále dohromady 500 zlatých. Skříně v sakristii na liturgický textil byly pořízeny za 56 zlatých. Varhany vyrobila firma Schiffner. V roce 1871 byly zednické práce na kostele přerušeny, avšak od konce října 1871 a po celou zimu pracovali na výrobě a rozmístění součástí vnitřního zařízení kostela sochař Heidelberg a štafíř Wanjek.

#### Původní zvony
Původní 4 zvony o váze: 800 liber, 400 liber, 200 liber a 100 liber, dohromady tedy 1500 liber váhy, stály 1890 zlatých. Libra zvonoviny byla tehdy za 1,26 zlatých. Závěsné zařízení pro zvony přišlo přibližně na 115 zlatých. Zvony byly odlity ve slévárně Bellmannova zvonařství v Praze. Všechny čtyři byly dopraveny po železnici 1. listopadu 1871 do stanice Podluží-Jiřetín (něm. Grund-Georgenthal). Ze stanice byly zvony převezeny na dvou vozech a ještě týž ten vytaženy na věž. Podle předložených osvědčení obřad svěcení zvonu proběhl již v Praze a proto se nemusel konat v místě a mohlo se na ně hned začít zvonit – každý den ráno, v poledne i večer, a také při úmrtích a pohřbech.
| 1. zvon | Obraz sv. Františka Serafínského (netto 808 liber) |
| --- | --- |
| Nápis: | Stavba kostela povolena za vlády Jeho Majestátu Františka Josefa I., císaře rakouského, krále českého atd. atd., dne 2. dubna 1866 pod interpelací rumburského c. k. okresního hejtmana pana Moritze Jennela a c. k. okresního aktuára pana Heinricha Schebanka. |
| | Živé volám, mrtvé doprovázím, zbožné volám. |
| | Karl Neißer, správce statku knížete Liechtensteina, Josef Möller, vedoucí účtů hraběte Liechtensteina, Rumburk. |
| 2. zvon | Obraz sv. Josefa (netto 400,5 liber) |
| Nápis: | Obec Studánka, rozdělená do tří církevních farností, byla povýšena na farnost za působení těchto duchovních: |
| | P. Franze Schuberta, okresního vikáře v Jiříkově, P. Antona Möllera, děkana v Rumburku, P. Franze Wünscheho, faráře ve Varnsdorfu, P. Johanna Müllera, faráře v Podluží,                                                                                         |
| | Blaho duše je naším nejvyšším cílem. |
| 3. zvon | Obraz sv. Floriána (netto 250,5 liber) |
| Nápis: | Usilovná snaha o získání vlastního duchovního správce došla s pomocí Boží svého naplnění za působení obecního výboru ve složení: Franz Ludwig, starosta; Anton Blümel, obecní radní; Anton Mahnel, obecní radní; Alois Worm, obecní radní; Julius Mai, učitel    |
| | Ke svornosti nechť volá znovu hlas! |
| 4. zvon | Obraz sv. Marie (netto 96 liber) |
| Nápis: | Oroduj za nás v životě a smrti. Valentin Hampel, c. k. telegrafní úředník |
| Odlito dcerou Karla Bellmanna, Annou, v Praze 1870 | |
| Tintinnabula haec a me subsignato ritu in pontificati prae scripto benedikta testor. Praga die 14. März 1871 Joannes Jaresch, Prior inful. equestr. Ord. Melit. | |

## Galerie

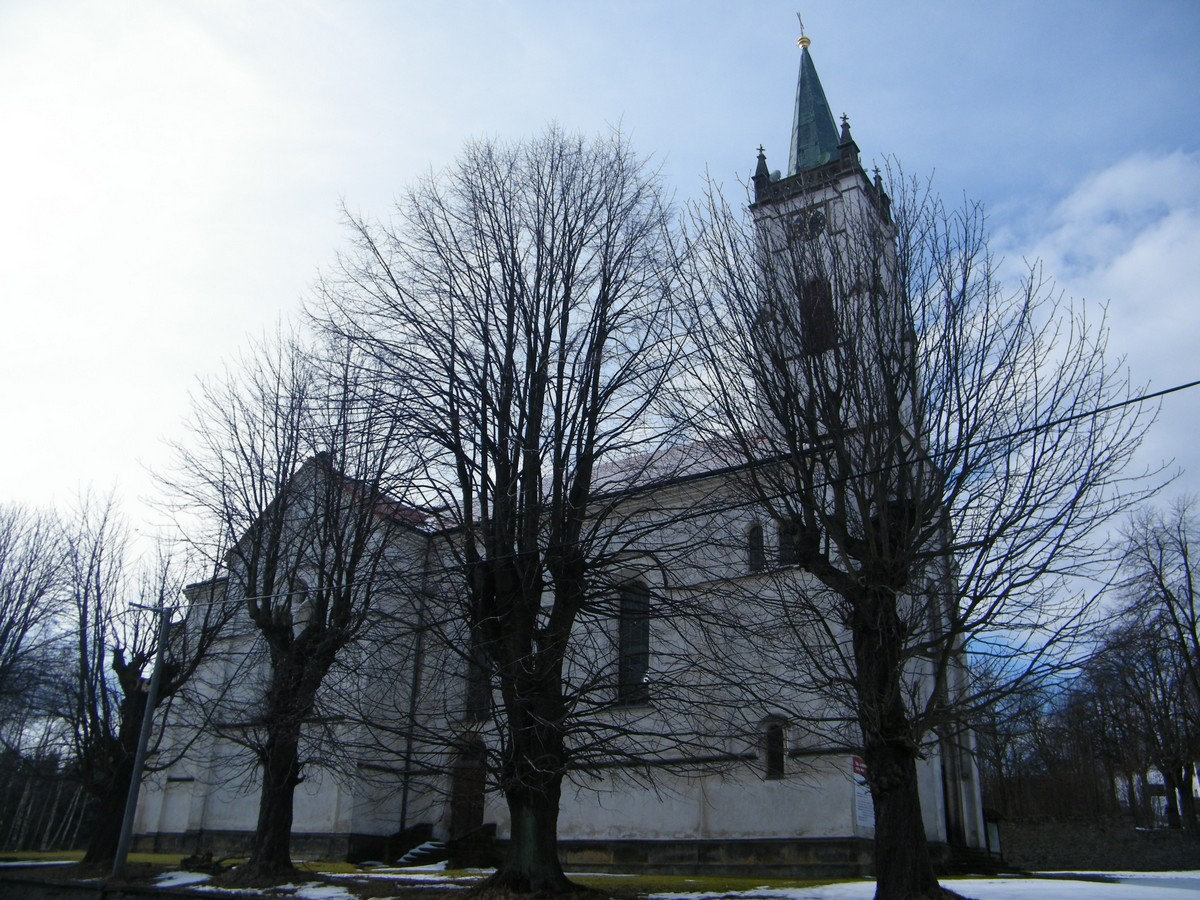
Východní strana
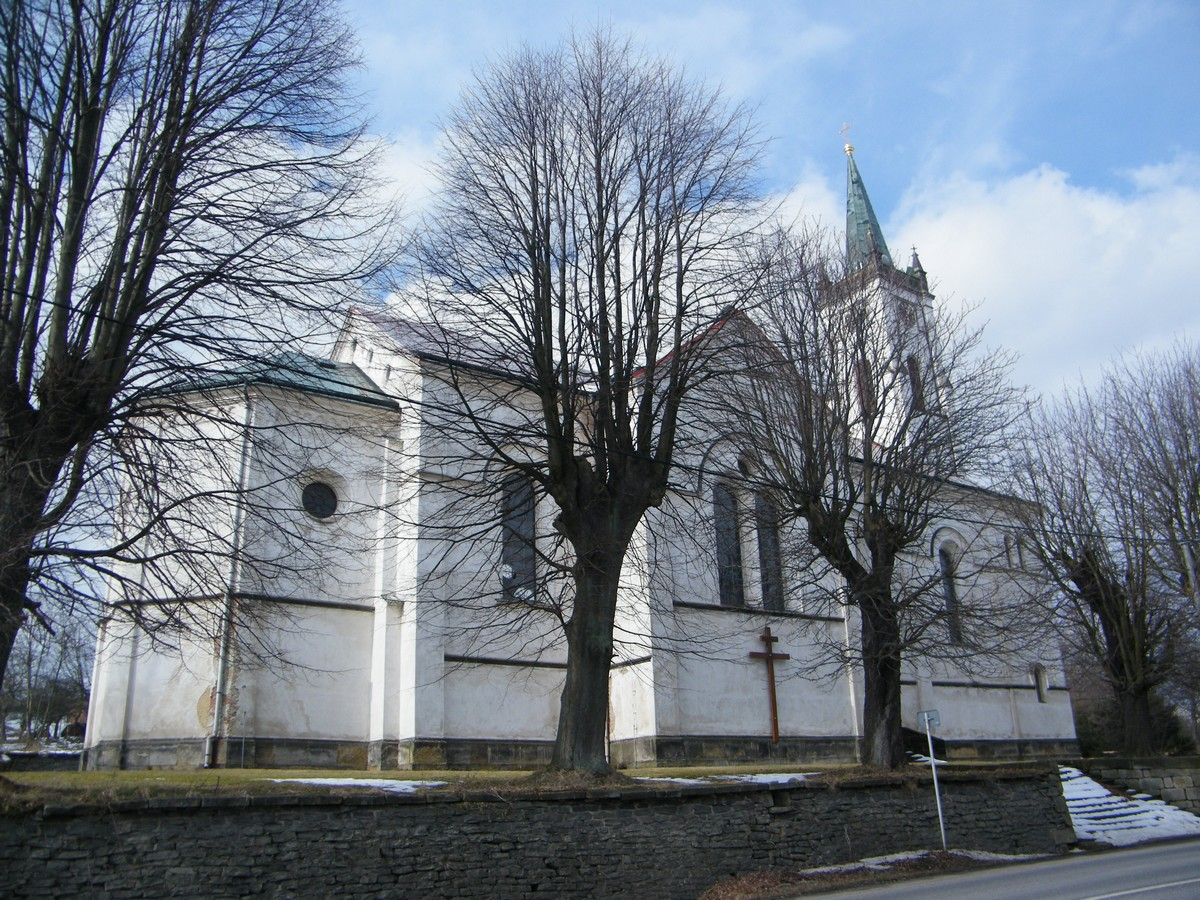
Východní strana
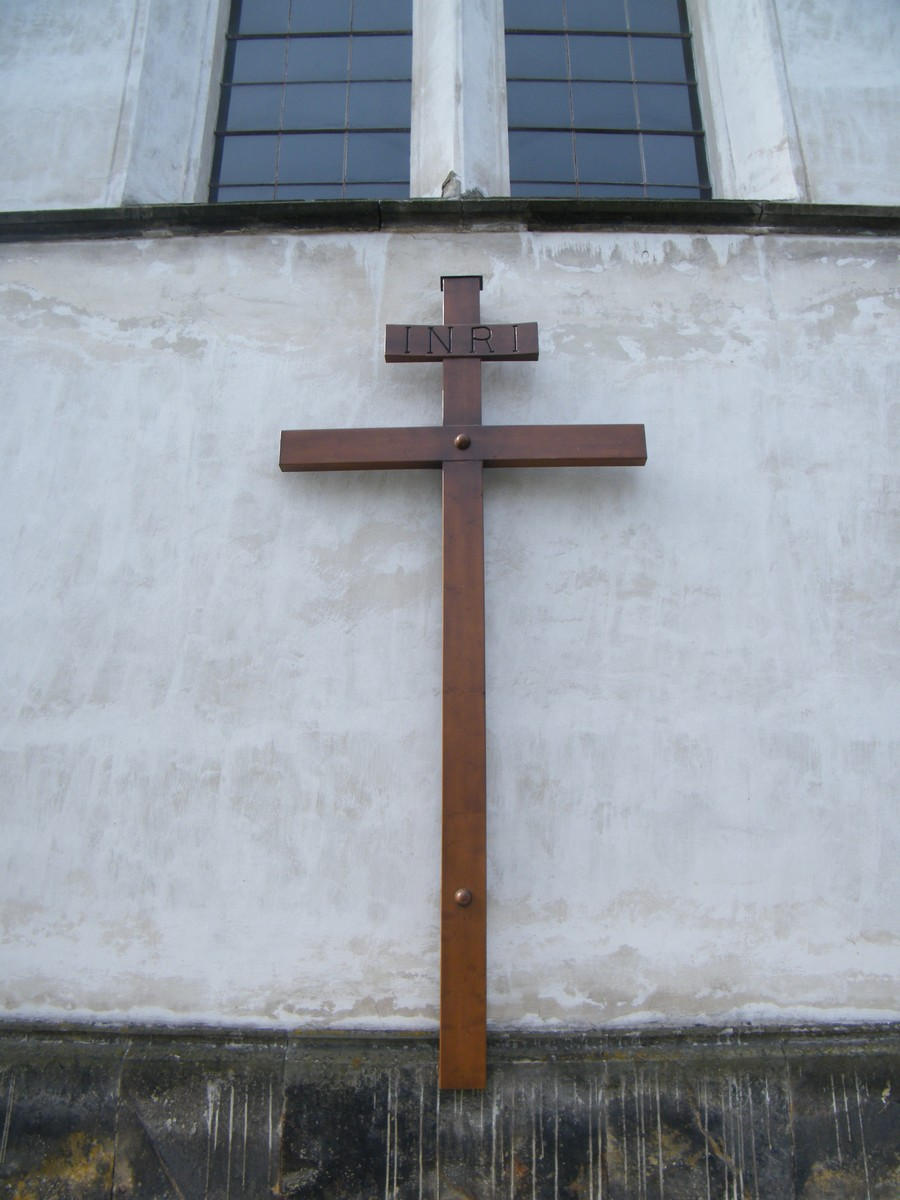
Kříž na východní straně
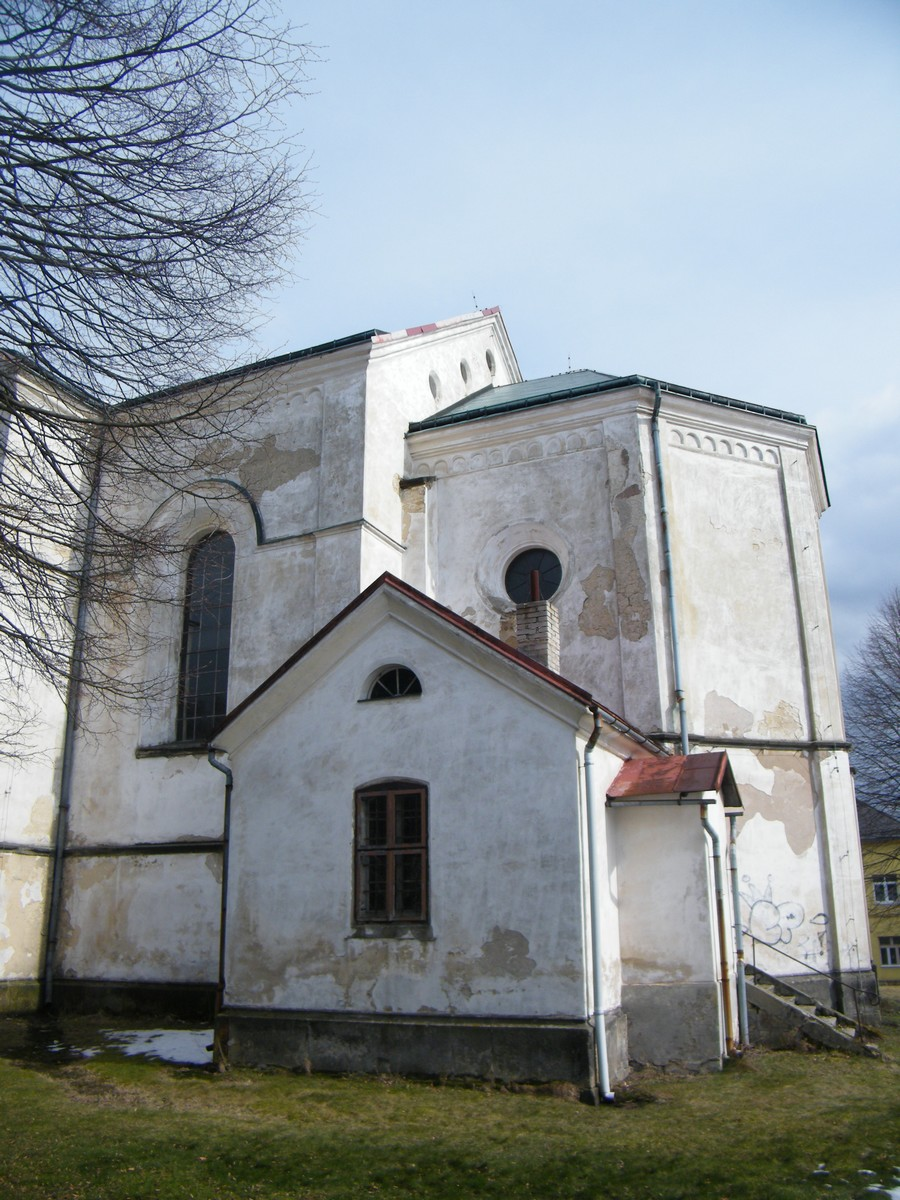
Sakristie s presbytářem
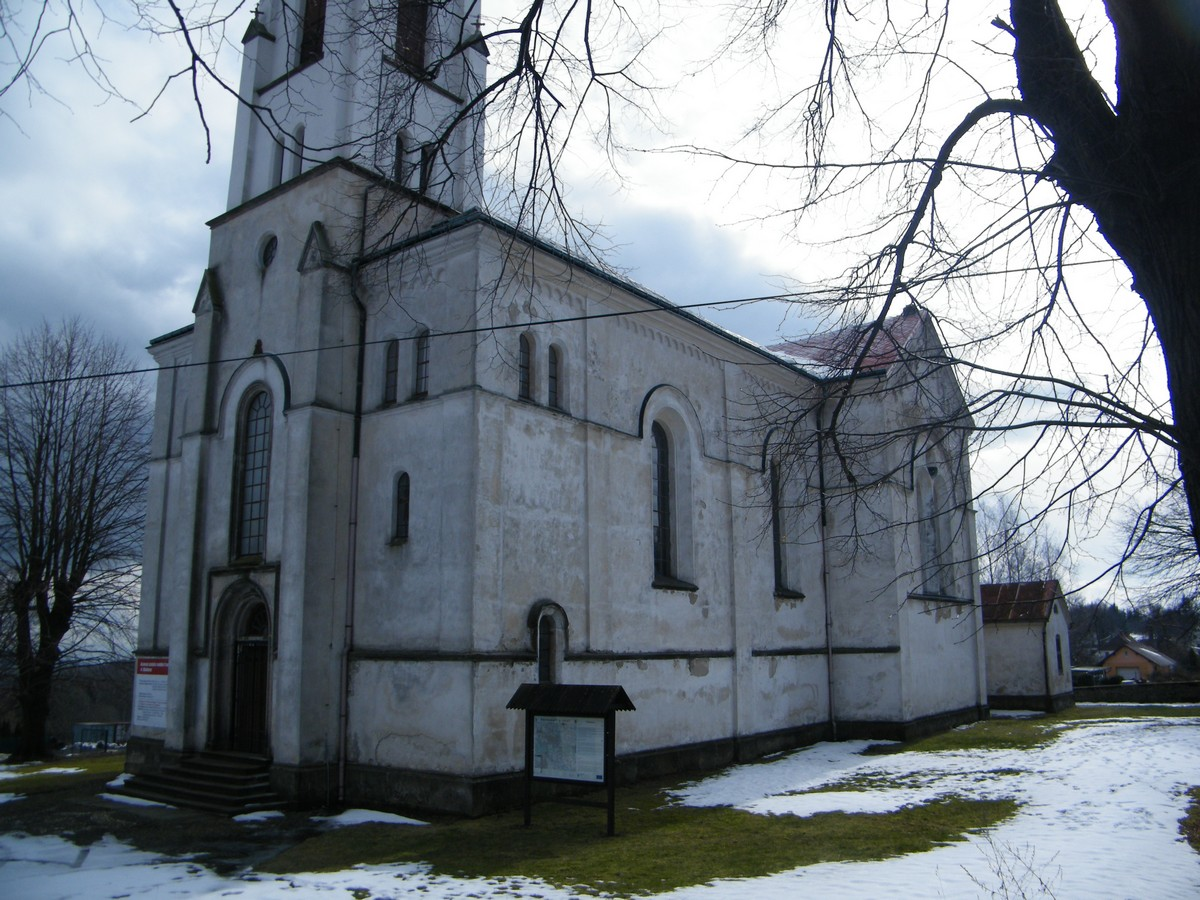
Západní strana